# 전력분배기
전력분배기 또는 BEC(Battery Eliminator Circuit)는 단일 공급 전원을 여러 갈래의 파생 전원으로 균등히 공급하는 장치이다. 이때 파생 전원의 지선들은 공급전원인 본선의 전력과 같은 전력으로 공급된다.

## 같이 보기
- UPS

## 참고
- 드론스타팅 - BEC 보관됨 2019-01-07 - 웨이백 머신